# Paperino e il genio del compleanno
Paperino e il genio del compleanno è una storia a fumetti Disney scritta e disegnata da Don Rosa nel 1994 per celebrare il sessantesimo anniversario della creazione di Paperino.

## Storia editoriale
La storia è stata pubblicata per la prima volta nel giugno 1994 in Danimarca sulla testata "Anders And & Co" e successivamente in varie parti del mondo.

### Edizioni italiane
In Italia è stata ristampata più volte nel corso degli anni:
- Paperino Mese n° 168 del giugno 1994
- Tutto Disney n° 3 del marzo 1996.
- Speciale Disney n° 24 del dicembre 2001
- Zio Paperone n° 177 del giugno 2004

## Trama
Nel giorno del suo compleanno, del quale i nipotini Qui, Quo e Qua non sembrano ricordarsi, Paperino trova lavoro come custode nel museo di Paperopoli. A causa di un errore con i dati anagrafici il direttore crede che Paperino abbia 60 anni e viene licenziato perché ha raggiunto l'età pensionabile. Demoralizzato Paperino urta un antico vaso che cadendo libera un genio che afferma di poter esaudire un desiderio. Paperino desidera di non essere mai nato. Il genio esaudisce il desiderio e le conseguenze saranno nefaste a partire dal museo che ora appare in totale abbandono. Fuori dal museo Paperino non trova la sua automobile e crede che gli sia stata rubata non credendo a quanto affermato dal genio. Arriva l'automobile di Nonna Papera al quale Paperino chiede un passaggio ma al suo interno trova Archimede Pitagorico il quale non lo riconosce. Paperino scopre che Archimede ha rilevato la fattoria e non è più lo scienziato geniale di una volta. Perplesso Paperino va da Paperon de' Paperoni per telefonare alla polizia ma una volta lì vi trova Nonna Papera a lavorare come segretaria di un deposito ormai adibito a tipografia per la stampa di romanzi rosa editi da Paperina la quale, senza aver mai trovato l'amore, è diventata una papera sola, triste, irascibile e acida. A questo punto Paperino capisce che il genio aveva detto il vero e che nel mondo in cui si trova adesso lui non è mai nato.
Fuori dal deposito trova la 313 con le chiavi inserite; perplesso ci sale sopra e la usa per allontanarsi dal deposito. Poco dopo incontra Ciccio, incredibilmente magro, che gli racconta di come in passato abbia lavorato per Paperone, portandolo alla rovina il primo giorno di lavoro quando compra da Amelia degli hamburger pagando con la numero uno. Ciccio spiega quindi che in seguito alla perdita del decino, Cuordipietra Famedoro ha truffato Paperone riducendolo in miseria. Lo stesso Cuordipietra porta in Africa tutto il capitale e le industrie acquisite, riducendo Paperopoli ad una città fantasma. Quando Paperino chiede di poter parlare con lo zio, Ciccio solleva una coperta dentro un barile di legno rivelando un Paperone in abiti stracciati e ridotto ormai alla miseria. Paperino fugge via sconvolto sperando che in questo mondo al rovescio quantomeno Gastone sia sfortunato e anch'egli in miseria.
Recatosi a casa sua vi trova i nipotini Qui, Quo e Qua sul divano, talmente grassi e pigri da non riuscire ad alzarsi dal divano e cambiare canale in tv e che da sempre vivono con il cugino Gastone che con la sua incredibile fortuna non gli ha mai fatto mancare nulla. A quel punto torna a casa Gastone che si scopre essere il proprietario della 313, nonché l'essere più fortunato della terra. Assieme a lui ci sono i Bassotti, divenuti poliziotti dopo la caduta in disgrazia del loro obiettivo principale, Paperone. Gastone lo accusa del furto dell'auto e i Bassotti gli fanno capire che elargendo una generosa tangente all'attuale sindaco di Paperopoli, loro fratello 176-167, potrebbe vedersi sensibilmente diminuita la pena per il furto dell'automobile. Paperino ormai decisamente convinto che la propria esistenza sia importante per gli altri fugge verso il museo nella speranza di poter chiedere al genio di annullare il desiderio e portare tutto come prima. Il genio capisce la volontà di Paperino e annulla il desiderio.
Paperino si risveglia nel museo, incerto se quanto accaduto sia un sogno o realtà. Alla fine decide che in fondo si è trattato di un sogno, ma che in realtà la cosa importante è aver ritrovato la fiducia in se stesso. Uscendo dal museo scopriamo che all'interno del vaso c'è veramente un genio e che quanto accaduto potrebbe in fondo essere stato reale. Paperino esce di corsa dal museo, davanti al quale trova ad attenderlo la sua auto e corre a casa dove lo attende una festa a sorpresa organizzata dai nipotini, dove sono presenti tutti i suoi cari. Mentre festeggiano si presenta a casa il direttore del museo che si scusa per averlo mandato via poiché l'età per il pensionamento è 65 anni e non 60 come detto in precedenza. Paperino può finalmente festeggiare il suo 60º compleanno accanto a chi gli vuole bene.
La trama è ispirata al classico del cinema La vita è meravigliosa (1946) di Frank Capra.